# 阿部邦子
阿部 邦子（あべ くにこ、1950年 - ）は、日本の絵本作家。

## 略歴
宮城県仙台市出身。尚絅女学院高等学校卒業後、仙台デザインスクールにてデザインを学ぶ。
1979年より宮城県石巻市十八成浜にて夫と共に民宿を営んでいたが、東日本大震災により民宿が被災し、2012年現在は仮設住宅に住んでいる。2011年10月より河北新報社が発刊する石巻かほくにて東日本大震災の体験と思いを「阿部邦子のがれきに咲いた花」として連載中。

## おもな作品
- うみべの小さなおきゃくさま（理論社）
- マンマ質問箱（日総研）
- がれきに咲いた花（三陸河北新報社）  　など

石巻かほく新聞に「おれは海の子」「方丈さんものがたり」「十二支の童話集」「キョーホー館へようこそ」「まなざし」　など連載。